# John Hawkins (Seefahrer)

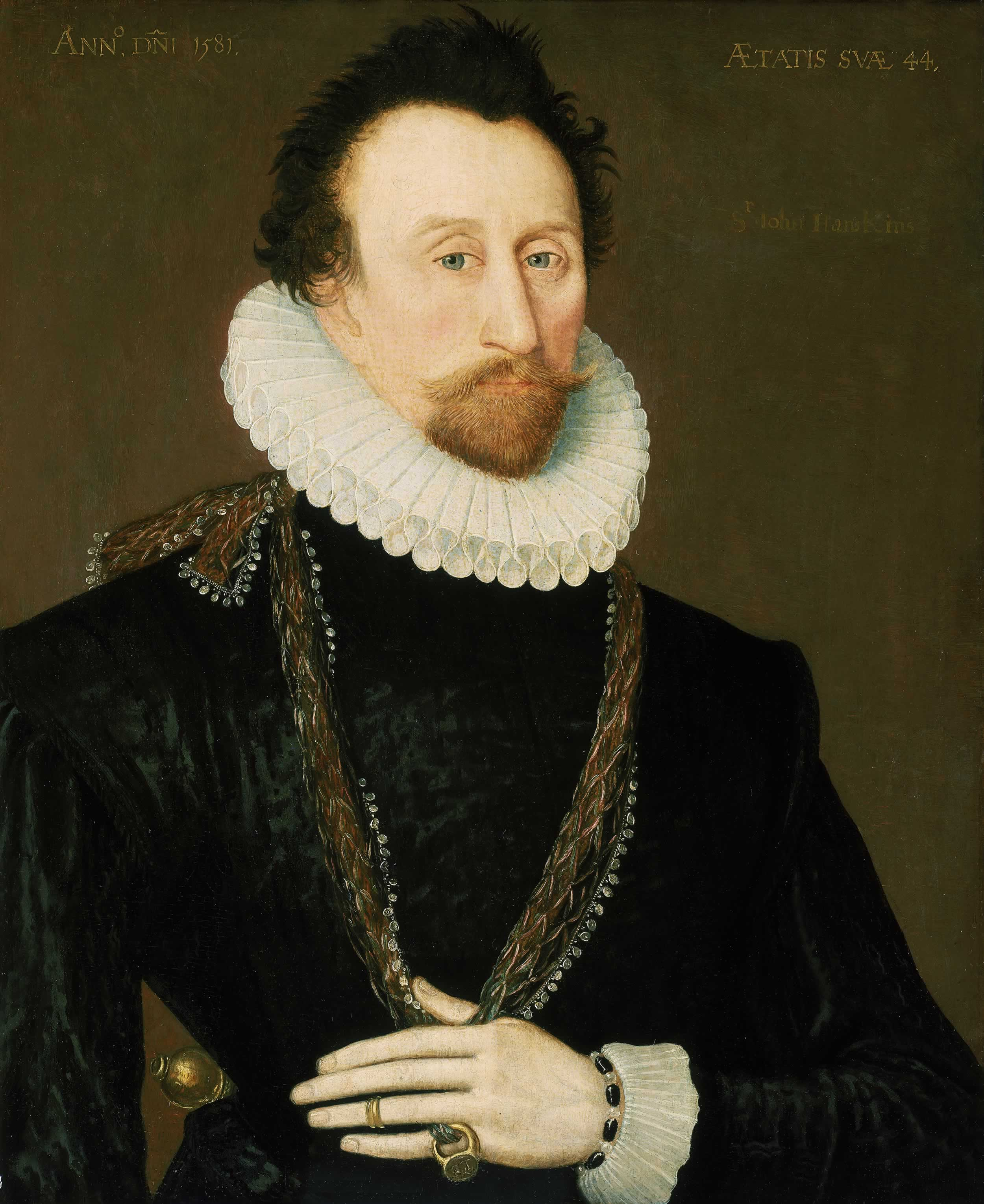
John Hawkins, Porträt von 1581

Sir John Hawkins (* 1532 in Plymouth; † 12. November 1595 auf See vor Puerto Rico) war ein englischer Seefahrer und Freibeuter. Als einer der ersten englischen Sklavenhändler erwarb er durch Sklavenhandel zwischen Afrika und Westindien großen Reichtum.

## Leben

### Der Handel mit Westindien
Als Antwort auf ein Handelsembargo Spaniens begannen englische und französische Freibeuter Mitte des 16. Jahrhunderts, spanische Schiffe, Transporte und Städte in der Karibik auszuplündern sowie unerlaubt Handel zu treiben. John Hawkins war einer von ihnen, sein Vetter Francis Drake ein weiterer.
Hawkins verfügte über familiäre Kontakte in die Admiralität und in die reiche Kaufmannschaft, was seinen schnellen Aufstieg begünstigte. Zunächst hatte er 1562 mit Hilfe der englischen Krone den Sklavenhandel von Afrika nach Amerika aufgenommen. Die Spanier, die de facto ein Monopol im Sklavenhandel besaßen, sahen in seinen Handelsbemühungen Schmuggelei. Da ihre Niederlassungen in der neuen Welt aber – verglichen mit europäischen Maßstäben – ökonomisch auf sich allein gestellt und militärisch unzureichend ausgerüstet und organisiert waren, hatte Hawkins gewisse Chancen, Handelsgeschäfte abzuschließen. Er musste den am Handel interessierten Gouverneuren nur die Möglichkeit geben, ihr Gesicht zu wahren bzw. sich gegenüber der spanischen Krone rechtfertigen zu können.
So gab es auf seiner zweiten Reise (1564–1565) vor Rio Hacha am 21. Mai 1565 ein Handgemenge mit den Spaniern, dem ein Geschäftsabschluss folgte. Dieselbe Strategie des ehrenvollen Blutvergießens bzw. Scheinangriffs wandte er später nochmal vor Cartagena an. Im April war der Gouverneur von Borburata (Burboroata), Alonso Bernaldez, allerdings zu schnell auf Hawkins Drohungen eingegangen (der sogar die üblichen Steuern von 7,5 % an die Spanier zahlte) und wurde deswegen zu einer hohen Geldstrafe verurteilt.

### Die dritte Reise

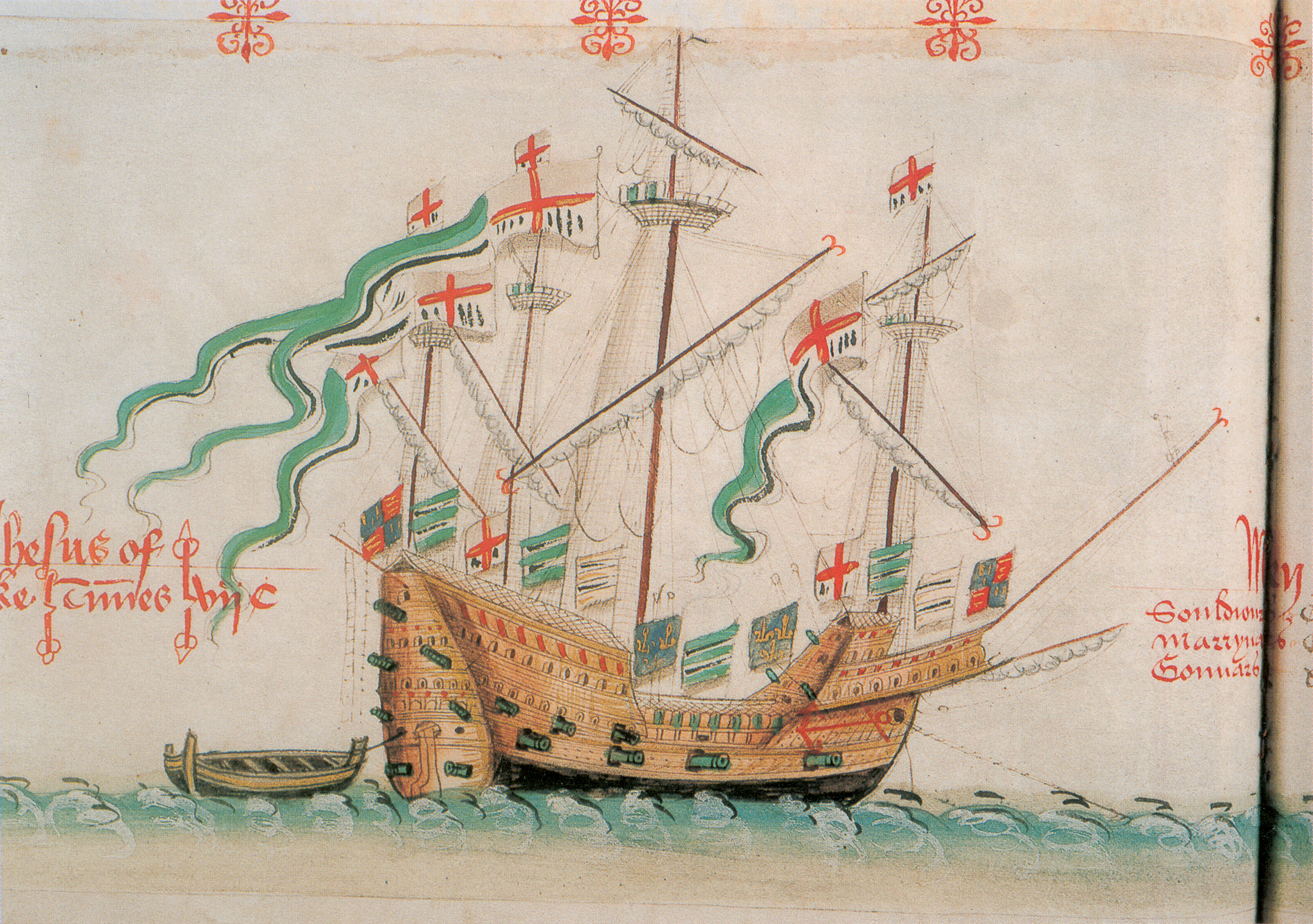
Hawkins Flaggschiff bis 1568, die Jesus of Lübeck auf einer Flottenliste von 1546 (Anthony’s roll, Pepys Library, Magdalene College, Cambridge).

Die dritte Reise (1567–1569) trat Hawkins mit sechs Schiffen an, zwei davon gehörten der Königin. Bereits im Vorfeld der geplanten Reise gab es Proteste des spanischen Botschafters und einen Zwischenfall mit spanischen Kriegsschiffen in Plymouth. Auf dem Weg nach Afrika kaperte seine Flottille einige Schiffe und nahm dabei und in Sierra Leone schwarze Sklaven an Bord. In Westindien tätigte er mittels Erpressung oder zumindest Vortäuschung derselben (Niederbrennen einiger Häuser, Scheinangriff) wichtige Handelsgeschäfte. Nur vor Cartagena wurde er zum Abzug gezwungen, indem ihm der dortige Gouverneur eine kampfbereite Streitmacht vortäuschte.
Nach einem Sturm musste Hawkins San Juan de Ulúa bei Veracruz anlaufen, da dies der Platz zur Reparatur großer Schiffe war. Dort nahm er die Honoratioren gefangen, die seine (inzwischen aus zehn Schiffen bestehende Flotte) für die Silberflotte des neuen Vizekönigs Martín Enríquez de Almansa hielten und an Bord eilten. Mit diesen Geiseln konnte er sich den Zugang zum Inselfort Gallega erpressen und legte dann seine Männer auf die Lauer, um einen aus Veracruz erwarteten Goldtransport abzufangen. Aber der Goldtransport wurde gewarnt und kehrte um, stattdessen kam die Flotte des Vizekönigs an (13 Schiffe, aber nur ein Kriegsschiff) und bald darauf folgten 120 Soldaten aus Veracruz. Am 23. September morgens begannen die Spanier den Angriff, stürmten das Inselfort und eröffneten das Kreuzfeuer auf die englischen Schiffe. Nur zwei davon, die Judith unter Drake (50 Tonnen) und die Minion unter Hawkins (300 Tonnen, gehörte der Königin) entkamen. Unterwegs mussten von Hawkins 104 Mann mangels Verpflegung zurückgelassen werden: von seinem Schiff erreichten nur 15 Männer England. Nach der Rückkehr zerstritten sich Drake und Hawkins, es ging um Drakes schnelle Flucht und um Unterschlagung.

### Spätere Jahre

Wappen des Sir John Hawkins

Trotz des Fehlschlages war Hawkins Handelsunternehmen um 1570 kommerziell äußerst erfolgreich. Es verfügte über Schiffstonnage von 2090 Tonnen und über 13 Schiffe, die mindestens 60 Tonnen groß waren. Da seine Flotte aber aufgrund des spanischen Boykotts keinen Handel mehr treiben konnte, musste er sich die Spanier irgendwie gewogen machen. Am 11. August 1571 trat Hawkins insgeheim auf die spanische Seite über und wurde belohnt. Aber er merkte schnell, dass er diesem gefährlichen Verrat nicht gewachsen war und zog sich noch rechtzeitig aus der Affäre.
Von Königin Elisabeth I. wurde er 1577 zum Treasurer of the Navy ernannt und für seine Verdienste 1588 zum Knight Bachelor geschlagen. Als einer von drei Vizeadmirälen trug er 1588 im Kampf gegen die Spanische Armada zum Sieg der englischen Flotte bei.
1595 nahm er neben Sir Francis Drake an einem geplanten Angriff auf spanische Städte in der Karibik teil. Er starb jedoch vor Erreichen der ersten Zielstadt San Juan am 12. November 1595 vor Puerto Rico an Fieber.

## Ehen und Nachkommen
In erster Ehe heiratete Hawkins um 1559 Katharine Gonson († 1591), Tochter von Benjamin Gonson, Schatzmeister der Royal Navy. Mit ihr hatte er einen Sohn, Sir Richard Hawkins (1560/62–1622). In zweiter Ehe heiratete er Margaret Vaughan, Tochter des Charles Vaughan, Gutsherr von Hergest Court in Herefordshire. Die Ehe blieb kinderlos.